# Рэмс
Рэмс (англ. Ram’s Island, ирл. Inis Dairgreann) — самый большой остров в озере Лох-Ней, Северная Ирландия, Великобритания. Он расположен недалеко от восточного берега озера и имеет длину около 1600 метров и ширину в 400 метров. На острове расположен густой лес и руины круглой ирландской башни.

## Название
Первоначальное ирландское название острова было Inis Dar Cairgrenn, что могло означать «остров дочери Кэйргренн», а позже название сменилось на Inis Dairgreann. Это название было англизировано как «Эниш Гарден» (Enish Garden). Английское название «Ram’s Island» (дословно: Бараний остров) могло произойти от ирландского окончания reann или от «сходства формы острова с бараньим рогом».

## История
В средневековье на острове были построены монастырь и круглая башня.
Говорят, что ирландский преступник Редмонд О’Хэнлон укрылся на острове в 1679 году. Несколько основателей Общества объединённых ирландцев, в том числе Теобальд Волф Тон, посетили остров в 1795 году.
Остров вырос в размерах с шести акров до примерно двадцати пяти акров после того, как Лох-Ней понизилось в XIX веке.
В начале XIX века остров купил Барон О’Нил. На нём он построил два дома. Последними постоянными жителями острова были Кардуэллы, ранее опекуны О’Нилов в 1920-х годах.
В 2005 году Ассоциация рек Банн и Лох-Ней подписала договор об аренде острова Рэмс на тридцать лет. Он получил финансирование от Партнерства Лох-Ней при поддержке Министерства сельского хозяйства, окружающей среды и сельских дел. В 2006 году паром The Island Warrior начал регулярные морские прогулки на остров для туристов.